# 梅花草叶虎耳草
梅花草叶虎耳草（学名：Saxifraga parnassifolia）为虎耳草科虎耳草属下的一个种。

## 扩展阅读
- 維基物種上的相關：梅花草叶虎耳草